# Tipula strix
Tipula strix är en tvåvingeart som beskrevs av Alexander 1918. Tipula strix ingår i släktet Tipula och familjen storharkrankar. Inga underarter finns listade i Catalogue of Life.